# Pandan (Antique)
Pandan (Bayan ng Pandan) är en kommun i Filippinerna. Kommunen ligger på ön Panay, och tillhör provinsen Antique. Folkmängden uppgår till 34 333 invånare år 2015.

## Barangayer
Pandan är indelat i 34 barangayer.
| - Aracay - Badiangan - Bagumbayan - Baybay - Botbot - Buang - Cabugao - Candari - Carmen - Centro Sur (Pob.) - Dionela - Dumrog | - Duyong - Fragante - Guia - Idiacacan - Jinalinan - Luhod-Bayang - Maadios - Mag-aba - Napuid - Nauring - Patria | - Perfecta - Centro Norte (Pob.) - San Andres - San Joaquin - Santa Ana - Santa Cruz - Santa Fe - Santo Rosario - Talisay - Tingib - Zaldivar |